# Аболин, Кристап Кристапович
Кристап Кристапович Аболин (латыш. Kristaps Āboliņš, 1897—1938) — советский государственный деятель. Заместитель наркома финансов СССР (1932 — 1936). Расстрелян в 1938 году в рамках Латышской операции НКВД, реабилитирован посмертно. 

## Биография
Родился в 1897 году в Добленском уезде Курляндской губернии в латышской крестьянской семье. Младший брат Аболина Анса Кристаповича.
Закончил 4 класса реального училища. С 15 лет участвовал в работе социал-демократических кружков в Риге. После Октябрьской революции, в 1918 году, вступил в РКП(б). В 1920 году в Москве  работал в Наркомате финансов РСФСР. В 1921—1922 годах — управляющий делами Наркомата иностранных дел РСФСР. В 1922—1923 годах Аболин занимал должность председателя ЦК Союза советских служащих. В 1923 году возвратился на службу в Наркомат финансов созданного СССР и два года работал уполномоченным Наркомфина СССР на Дальнем Востоке (находился в Чите). В январе 1924 года он был назначен заместителем начальника административного Управления Наркомфина СССР и параллельно учился в Московском университете, который окончил в 1925 году.
С 1925 по 1929 годы К. К. Аболин жил в Берлине, где работал заместителем руководителя Генеральной агентуры Наркомфина. Вернувшись в Москву, в 1929—1930 годах был руководителем Государственных трудовых сберегательных касс СССР, затем стал членом Коллегии Наркомфина СССР. В декабре 1932 года занял пост заместителя наркома финансов СССР, с лета 1936 года — начальника Бюджетного управления СССР. Читал лекции в Московском финансово-экономическом институте (МФЭИ, ныне Финансовый университет при Правительстве Российской Федерации). До ареста проживал : г. Москва, ул. А.Серафимовича, д. 2 (Дом правительства), кв. 270.
Был арестован 11 октября 1937 года. Под следствием 3 отдела ГУГБ НКВД СССР находился до начала мая 1938 года. Внесен в Сталинские расстрельные списки за ноябрь 1937 года  [ список IV «Быв.Наркомы, Зам.Наркомов и Пред.Обл.исполкомов»] (за 1-ю категорию  Молотов, Сталин, Ворошилов, Каганович, Жданов), и 3 мая 1938 года («Москва -центр») (за первую категорию Сталин, Молотов, Ворошилов).  7 мая 1938 года ВКВС СССР К. К. Аболину был вынесен приговор (высшая мера наказания) по обвинению в «измене Родине, вредительстве и участии в контрреволюционной террористической националистической организации» (ст. 58-1а, 58-7, 58-8 и 58-11 УК РСФСР). Расстрелян в тот же день 7 мая 1938 года в группе осужденных ВКВС СССР и похоронен на спецобъекте НКВД Коммунарка Московской области.
Кристап Аболин был женат, детей не имел; жена также была репрессирована как «член семьи врага народа».
Реабилитирован посмертно 23 марта 1957 года Военной коллегией Верховного суда СССР.

## Память
В октябре 2016 года на доме по улице Серафимовича, 2 в Москве ему установлена табличка «Последнего адреса». Аболиньш жил в этом доме, в кв. 270.